# Mapam
El Mapam (hebreu: מפ"ם‎ acrònim de Mifléget ha-Poalim ha-Meühédet, מפלגת הפועלים המאוחדת, Partit Unit dels Treballadors, àrab: حزب العمال الموحد, abreujat 'مبام') fou un partit polític d'Israel, un dels antecessors del Nou Moviment - Mérets.

## Els inicis
El Mapam es va formar per la fusió el 1948 del Poalé ha-Xomer ha-Tsaïr i l'Ahdut ha-Avodà. El partit tenia inicialment una perspectiva marxista - sionista i va representar l'esquerra del moviment Qibbuts Artsí. També es va fer càrrec del diari Al ha-Mixmar.
A les eleccions legislatives d'Israel de 1949 va obtenir 19 escons, la segona força política després del Mapai. Com que aleshores el partit no permetia als àrabs israelians ser-ne membres, també va presentar una llista àrab a les eleccions, el Bloc Popular Àrab, una tàctica que també emprà el Mapai amb la Llista Democràtica de Natzaret. Tanmateix, la llista àrab no va assolir el llindar electoral de l'1%.
Els punts de vista prosoviètics del partit no el congraciaren amb David Ben-Gurion, i per això no el va incloure en la coalició governant. Durant les sessions va obtenir un escó més quan se'ls uní Eliezer Preminger qui havia deixat el Maki per a formar el seu propi partit, Comunistes Hebreus.
A les eleccions de 1951 el partit es va reduir a 15 escons i novament no fou inclòs en la coalició de govern. No obstant això, va esdevenir el primer partit sionista primer a tenir un àrab israelià, Rostam Bastuni, en representació seva a la Kenésset.
Des del punt de vista del Mapam, l'esdeveniment més important de la segona Kenésset van ser els Judicis de Praga de 1953, que van sacsejar fortament la fe del partit en la Unió Soviètica. Les imatges del judici en el qual la major part dels líders jueus del Partit Comunista de Txecoslovàquia foren purgats, implicaren falsament el dirigent del Mapai enviat a Praga, Mordechai Oren, com a part d'una conspiració sionista. Després dels Judicis de Praga i del posterior discurs secret de Nikita Khrusxov al 20è Congrés del Partit Comunista de la Unió Soviètica, Mapam s'allunyà d'algunes de les seves posicions d'esquerra més radicals, i s'aproximà a la socialdemocràcia.
Això va crear una divisió en el partit. Avraham Berman, Rostam Bastuni i Moshe Sneh, va abandonar el partit i va crear la facció esquerrana, mentre que Hannah Lamda i David Livschitz creat la facció independent d'Ahdut ha-Avodà. Encara que Bastuni més tard va tornar al partit, Berman i Sneh es van unir a Maki i Lamda i Livschitz a Mapai. Quatre membres del partit deixaren el partit per tornar a crear Ahdut ha-Avodà, encara que el president de la Kenésset no va reconèixer el grup com un partit independent en la sessió de la Kenésset. Això no agradà a la Unió Soviètica.

## El gir socialdemòcrata
Si bé s'havia reduït a set escons al final de la segona Kenésset, va obtenir nou escons a les eleccions de 1955. Com que havien renegat efectivament de la Unió Soviètica, Mapam fou inclòs en les coalicions de Ben Gurion, tant per als governs setè com vuitè. Tot i així, ells van ser els culpables de la renúncia de Ben-Gurion i el col·lapse del govern el 5 de juliol de 1959 quan ells i Ahdut ha-Avodà votaren contra del govern sobre la qüestió de la venda d'armes a Alemanya Occidental, però es va negar a abandonar la coalició.

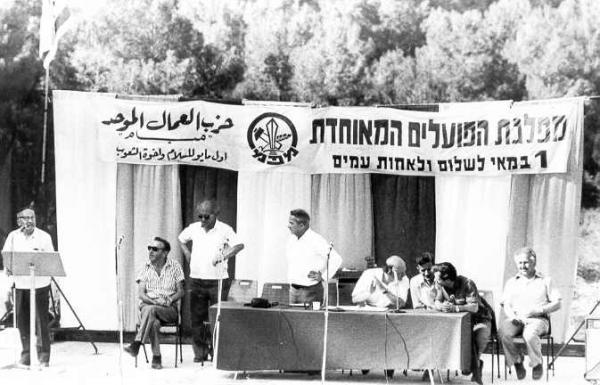
Míting de Mapam en els anys 1950

A les eleccions de 1959 va conservar els seus nou escons, i malgrat les seves diferències anteriors, fou inclòs en la coalició de Ben-Gurion. A les eleccions de 1961 va obtenir novament nou escons, però aquesta vegada no foren membres de la coalició governant.
A les eleccions de 1965 el partit va perdre un escó, però va entrar en el govern de coalició. El gener de 1969 el partit va formar una aliança amb el Partit Laborista Israelià, anomenada l'Alineació. L'Alineació va obtenir 56 de 120 escons, el més elevat de la història d'Israel, a les eleccions legislatives d'Israel de 1969. Alhora, els comentaristes soviètics descrivien el Mapam com a "un dels més reaccionaris entre els partits socialistes d'esquerra."
Mapam va separar-se temporalment de l'Alineació durant la vuitena Kenésset, però va tornar poc després. El partit es va mantenir en l'Alineació fins després de les eleccions de 1984, quan es va separar irats per la decisió de Ximon Peres de formar un govern d'unitat nacional amb el Likkud, tenint sis escons amb ell (posteriorment foren reduïts a cinc quan Muhammed Wattad desertà a Hadaix). No obstant això, a les eleccions legislatives d'Israel de 1988 el partit va obtenir només tres escons.
Com a resultat de la pèrdua de suport electoral, el partit es va unir amb Rats i Xinnuy per a formar Nou Moviment - Mérets, una nou partit d'esquerra socialdemòcrata i favorable a la pau, que va esdevenir la quarta força a la Kenésset en les eleccions de 1992.
El 1995, el diari del partit, Al ha-Mixmar, va deixar de publicar-se. El 1997 la fusió en Mérets amb Rats i part de Xinnuy (la majoria dels seus membres no estaven d'acord amb la fusió i la reforma com un partit independent encapçalat per Avraham Poraz) es va formalitzar i Mapam deixà d'existir.

## Resultats electorals
| Any  | Líder            | Vots                | %                   | Escons   | +/– | Estatus  |
| ---- | ---------------- | ------------------- | ------------------- | -------- | --- | -------- |
| 1949 | Yitzhak Tabenkin | 64.018              | 14,7%               | 19 / 120 | Nou | Oposició |
| 1951 | Meir Ya'ari      | 86.095              | 12,5%               | 15 / 120 | 4   | Oposició |
| 1955 | Meir Ya'ari      | 62.401              | 7,3%                | 9 / 120  | 6   | Coalició |
| 1959 | Meir Ya'ari      | 69.468              | 7,2%                | 9 / 120  | =   | Coalició |
| 1961 | Meir Ya'ari      | 75.654              | 7,5%                | 9 / 120  | =   | Oposició |
| 1965 | Meir Ya'ari      | 79.985              | 6,6%                | 8 / 120  | 1   | Coalició |
| 1969 | Meir Ya'ari      | Dins de L'Alineació | Dins de L'Alineació | 6 / 120  | 2   | Coalició |
| 1973 | Meir Talmi       | Dins de L'Alineació | Dins de L'Alineació | 6 / 120  | =   | Coalició |
| 1977 | Meir Talmi       | Dins de L'Alineació | Dins de L'Alineació | 4 / 120  | 2   | Oposició |
| 1981 | Victor Shem-Tov  | Dins de L'Alineació | Dins de L'Alineació | 7 / 120  | 3   | Oposició |
| 1984 | Victor Shem-Tov  | Dins de L'Alineació | Dins de L'Alineació | 6 / 120  | 1   | Oposició |
| 1988 | Yair Tzaban      | 56.345              | 2,5%                | 3 / 120  | 3   | Oposició |
| 1992 | Yair Tzaban      | Dins de Mérets      | Dins de Mérets      | 4 / 120  | 1   | Coalició |
| 1996 | Haim Oron        | Dins de Mérets      | Dins de Mérets      | 3 / 120  | 1   | Oposició |